# Rich McCormick
Richard Dean McCormick, né le 7 octobre 1968 à Las Vegas, est un médecin et homme politique américain. Membre du Parti républicain, il représente le 6e puis le 7e district de la Géorgie à la Chambre des représentants des États-Unis depuis 2023.

## Biographie
Avant son élection au Congrès, McCormick est médecin urgentiste et professeur au Georgia Institute of Technology et au Collège Morehouse.
Le 8 novembre 2022, il est élu représentant au Congrès des États-Unis pour le 6e district de Géorgie et est réélu le 5 novembre 2024 dans le 7e district.

## Vie personnelle
McCormick est résident de Suwanee avec sa femme Debra Miller et ses sept enfants au moment de son election. En 2024, le couple divorce après une liaison entre McCormick et sa collège Beth Van Duyne.